# 36 Pułk Piechoty Legii Akademickiej Armii Krajowej
36 Pułk Piechoty Legii Akademickiej – jednostka Armii Krajowej.
Pułk  powstał po 20 września 1944 w ramach 28 Dywizji Piechoty AK im. Stefana Okrzei. W skład pułku weszły oddziały Zgrupowanie „Bartkiewicz” (w tym kilka oddziałów z dawnego Zgrupowania „Róg”, które przeszły ze Starego Miasta), oraz Zgrupowanie „Krybar”. 5 października 1944, w wyniku kapitulacji pułk wymaszerował do niewoli.

## Ordre de Bataille 20 września 1944

### Dowództwo
- Dowódca pułku ppłk Stanisław Błaszczak „Róg”;
- I adiutant – ppor. Stanisław Bukowski „Jastrzębiec”;
- II adiutant – ppor. Zygmunt Ulm „Szybki”;
- Kwatermistrz – rtm. Marian Blachowski „Gont”;
- Oficer kasowy – ppor. Wacław Taros „Ogrodziński”;
- Oficer gospodarczy – por. NN „Chromik”;
- Oficer taborowy – por. NN „Pobóg”;
- Oficer organizacyjno-materiałowy – ppor. NN „Ostróżko”;
- Oficer broni – por. Władysław Szela „Dowgird”;
- Naczelny lekarz – por. dr Władysław Uszycki „Przemysław”;
- Kapelan – ks. kapelan mjr NN „Adamczewski”.

### I batalion strzelców
dowództwo
- Dowódca kpt. Cyprian Odorkiewicz „Krybar”;
- Adiutant – ppor. NN „Patron”;
- Oficer gospodarczy – Jerzy Łęczycki „Niesobia”;
- Lekarz – por. dr Józef Kłosowski „Rola”;
- Oficer płatnik – por. Alojzy Graczuk „Krakowski”;
- Podoficer broni – sierż. Stanisław Meresiński „Buch”;

oddziały
- 1 kompania strzelców – dowódca por. Zbigniew Blichewicz „Szczerba”; (b. Batalion „Bończa”)
  - Pluton specjalny – dowódca plut. pchor. Józef Majtas „Śledź”;
  - I pluton – dowódca plut. pchor. Karol Raplewski „Karolak”;
  - II pluton – dowódca sierż. pchor. Zdzisław Biernacki „Zakrzewski”;
  - III pluton – dowódca plut. pchor. Andrzej Rankowski „Ryś”;

- 2 kompania strzelców – dowódca por. Julian Szawdyn „Konrad Niewiadomski” (b. Zgrupowanie III "Konrad")
  - Pluton specjalny – dowódca por. Stanisław Krowacki „Leonowicz”
  - I pluton – dowódca por. Henryk Jaworski „Wrzos”
  - II pluton – dowódca ppor. Konstanty Węgrzecki „Lubicz”
  - III pluton – dowódca ppor. NN „Edward”

- 3 kompania strzelców – dowódca por. Jarosław Pruszyński vel Zbyszko Golian „Zbyszko Solny”; (b. Zgrupowanie VIII „Krybar")
  - Pluton specjalny – dowódca ppor. NN „Jur”;
  - I pluton – dowódca ppor. Stanisław Kamiński „Szklarz Antek”;
  - II pluton – dowódca por. NN „Slot”;
  - III pluton – dowódca kpr. pchor. Stefan Kączkowski „Wichajster”;

- kompania cekaemów – dowódca ppor. Wacław Jastrzębowski „Aspira”;
  - I pluton – dowódca ppor. Eugeniusz Zakrzewski „Sweno”;
  - II pluton – dowódca kpr. pchor. NN „Czuj”;
  - III plut – dowódca ppor. NN „Żytniak”;
  - IV plut – vacat.

### II batalion strzelców
dowództwo
- Dowódca mjr Stanisław Taczanowski „Dowgierd”;
- Adiutant – rtm. Józef Cybulski „Szczerbiński”
- Oficer gospodarczy – wachmistrz NN „Odrowąż”
- Lekarz – vacat
- Oficer kasowy – vacat
- Podoficer broni – st. ogniomistrz NN „Żar”

oddziały
- 4 kompania strzelców (d. l kompania Zgrupowania „Bartkiewicz”) – dowódca  ppor. Kazimierz Czyż "Andrzej Prawdzic";
  - pluton specjalny – dowódca st. sierżant NN „Dzik”;
  - I pluton – dowódca ppor. Zygmunt Leszcz „Leszczyna”;
  - II pluton – dowódca ppor. NN „Makarewicz”;
  - III pluton – dowódca ppor. Zygmunt Hebdzyński „Pszczyński”;
- 5 kompania strzelców (d. 2 kompania Zgrupowania „Bartkiewicz”) – dowódca por. Jerzy Bazylewski „Skała”;
  - pluton specjalny – dowódca ppor. Witold de Laurans „Tygrys”;
  - I pluton – dowódca por. N.N. „Kurzawa”;
  - II pluton – dowódca por. Witold Zieliński „Mars”;
  - III pluton – dowódca por. Kazimierz Kaniok „Stetko”;
- 6 kompania strzelców (d. 3 kompania Zgrupowania „Bartkiewicz”) – dowódca  kpt. Józef Celica „Lechicz”;
  - pluton specjalny – dowódca por. Władysław Darmosz „Kutno”;
  - I pluton – dowódca ppor. Ferdynand Ziembicki „Fred”;
  - II pluton – dowódca por. Czesław Dzięgielewski „Damian”;
  - III pluton – dowódca ppor. Walerian Andrzejewski „Jolat”;
- kompania ckm-ów – dowódca ppor. Jan Martynkin „Bohun”;
  - I pluton – dowódca ppor. Henryk Zakrzewski „Natan”;
  - II pluton – dowódca ppor. Jerzy Stelmaszczyk „Jurand”;
  - III pluton – dowódca ppor. NN „Ben”;
  - IV pluton – dowódca plut. pchor. NN „Ataman”;

### III batalion strzelców
dowództwo
- dowódca kpt. Bolesław Kontrym „Żmudzin”;
- Adiutant – kpt. Leoncjusz Wancerski „Zaremba”;
- Oficer gospodarczy – ppor. Zygmunt Kowalski „Abdank”;
- Lekarz – bosmanmat pchor. NN „Dąbrowa”;
- Oficer kasowy – ppor. NN „Olgierd”;

oddziały
- 7 kompania strzelców (d. 4 kompania Zgrupowania „Bartkiewicz”) – dowódca kpt. NN "Wojciech";
  - pluton specjalny – dowódca ppor. Józef Zatryb „Krzysztof”;
  - I pluton – dowódca ppor. Władysław Sowiński „Sokalski”;
  - II pluton – dowódca por. NN „Wieszycki”;
  - III pluton – dowódca ppor. NN „Lechita”;
- 8 kompania strzelców (d. kompania zbiorcza Zgrupowania „Bartkiewicz”, wcześniej Batalionu „Gustaw”) – dowódca por. Wojciech Pszczółkowski „Kostka”;
  - pluton specjalny – dowódca ppor. Bogdan Wiese „Bogdan”;
  - I pluton – dowódca ppor. Wojciech Sarnecki „Wojtek”;
  - II pluton – dowódca ppor. NN „Boruta”;
  - III pluton – dowódca ppor. NN „Jesion”;
- 9 kompania strzelców (d. kompania ze Zgrupowania „Bartkiewicz”, wcześniej Batalionu „Wigry”) – dowódca por. Roman Kaczorowski „Roman”;
  - pluton specjalny – dowódca ppor. Henryk Sieradz „Sieradz”;
  - I pluton – dowódca ppor. Michał Busłowicz „Janusz Bociek”;
  - II pluton – dowódca ppor. Włodzimierz Lukjanow-Kozłowski „Jastrzębiec”;
  - III pluton – dowódca ppor. Jan Wodzyński „Sęp”;
- kompania ckm-ów – dowódca kpt. Eugeniusz Zamulewicz „Babinicz”.
  - I pluton – dowódca ppor. Henryk Urbański „Sztam”;
  - II pluton – dowódca ppor. NN „Brzoza”;
  - III pluton – dowódca ppor. NN „Ludwik”;
  - IV pluton – dowódca ppor. NN „Zbyszko”.